# Vườn quốc gia các hồ Nelson
Vườn quốc gia các hồ Nelson nằm ở đảo Nam của New Zealand. Nó được thành lập vào năm 1956 và có diện tích là 1.020 km ². Vườn quốc gia này nằm ở giữa hai hồ lớn là hồ Rotoiti và Rotoroa. Ngoài ra, cảnh quan ở đây còn có các thung lũng xung quanh bao gồm thung lũng sông Travers, Sabine, và D'Urville, Matakitaki và các dãy núi Saint Arnaud, Robert. Đây là một khu vực phổ biến cho hoạt động cắm trại, đi bộ đường dài và câu cá.
Vườn quốc gia được quản lý bởi Cục Bảo tồn. Trung tâm du khách của vườn quốc gia nằm ở Saint Arnaud, cung cấp và cập nhật tất cả thông tin đáng tin cậy về các khía cạnh của vườn quốc gia.
Các điểm tham quan chính của Vườn Quốc gia các hồ Nelson là hồ Rotoiti và làng Saint Arnaud, nằm trên quốc lộ 63, cách Nelson và Blenheim khoảng 100 km. Một điểm đến khác là tại hồ Rotoroa, đi tắt từ đường cao tốc 6 tại Gowanbridge.

## Hoạt động
Cắm trại là hoạt động chính trên bờ Hồ Rotoiti và tại Hồ Rotoroa cũng có một khu cắm trại nhỏ. Mạng lưới đường đi bộ trải dài khắp ra khắp vườn quốc gia. Trong đó, nổi bật và được nhiều người đi nhất là tuyến đường quanh Travers-Sabine và vòng lại thông qua hồ Angelus. Ngoài ra, đi bộ quanh Hồ Rotoiti và Rotorua hay tuyến đường đi bộ tại dãy núi Saint Arnaud và núi Robert cũng là những chuyến hành trình dài ngày thú vị. Hoạt động khác bao gồm leo núi, chèo thuyền, câu cá, và xe đạp leo núi.